# Crime complexo
Crime complexo é aquele que atinge vários bens jurídicos penalmente tutelados (direitos ou interesses individuais ou sociais de extrema relevância, por isso penalmente protegidos, já que o Direito Penal é a "ultima ratio"), é a fusão de vários crimes contidos num mesmo tipo penal.
O crime complexo se divide em crime complexo alternativo (basta cometer um verbo para configurar o crime), crime complexo cumulativo facultativo (basta cometer um verbo para configurar o crime, se cometer outro verbo, este último será considerado outro crime diferente), e em crime complexo cumulativo necessário (para configurar o crime tem que cometer todos os verbos)
Latrocínio (roubo + homicídio), extorsão mediante sequestro (extorsão + sequestro), extorsão mediante sequestro qualificado pelo resultado morte (extorsão + sequestro + homicídio) são exemplos notórios de crimes complexos.
Segundo artigo 101 do Código Penal, quando a lei considera como elemento ou circunstâncias do tipo legal fatos que, por si mesmo, constituem crimes, cabe ação pública em relação àquele, desde que, em relação a qualquer destes, se deva proceder por iniciativa do Ministério Público, ou seja, quando o tipo penal for um crime complexo e contra qualquer dos tipos penais que o compõem caiba ação penal pública, o Ministério Público será o titular da ação penal.
Segundo Fernando Capez:
"Tomando o delito como um todo, aplica-se a regra do art. 6º do C.P, sem cindir-se a figura típica, mesmo que o resultado juridicamente relevante se verifique aliunde e o delito-meio no território nacional".